# DeLand (Flórida)
De Land é uma cidade localizada no estado americano da Flórida, no condado de Volusia, do qual é sede. Foi incorporada em 1882.

## Geografia
De acordo com o United States Census Bureau, a cidade tem uma área de 46 km², onde 45,6 km² estão cobertos por terra e 0,5 km² por água.

### Localidades na vizinhança
O diagrama seguinte representa as localidades num raio de 16 km ao redor de De Land.

## Demografia
Segundo o censo nacional de 2010, a sua população é de 27 031 habitantes e sua densidade populacional é de 593 hab/km². Possui 12 610 residências, que resulta em uma densidade de 276,63 residências/km².